# Pla de Girifràs
El Pla de Girifràs, de vegades esmentat com a Pla de Girifrés, és una plana a cavall dels termes municipals de Calaf i Calonge de Segarra, a la comarca oficial de l'Anoia i a la comarca proposada de l'Alta Segarra.
S'estén per l'estreta llenca del terme municipal de Calaf que s'allargassa entre els de Calonge de Segarra i de Sant Martí Sesgueioles i, per tant, trepitja aquests dos darrers termes. És al sud-oest de Calaf i de Mirambell, al nord-oest de la Guàrdia Pilosa, del terme de Sant Martí Sesgueioles i al sud de Conill, del proper terme municipal de Pujalt. És a ponent de la masia de Girifràs, o Girifrés, i a llevant de Cal Sèneca.